# The Purge – Die Säuberung (Fernsehserie)
The Purge – Die Säuberung ist eine US-amerikanische Horror-Fernsehserie, die auf der gleichnamigen Filmreihe von James DeMonaco basiert. Die Serie wurde erstmals im April 2017 angekündigt. In den Hauptrollen sind Gabriel Chavarria, Hannah Anderson, Jessica Garza, Lili Simmons, Amanda Warren, Colin Woodell und Lee Tergesen zu sehen.
Die erste Staffel wurde vom 4. September 2018 bis zum 6. November 2018 auf dem US-amerikanischen Sender NBC ausgestrahlt. Die deutschsprachige Erstveröffentlichung fand vom 21. September 2018 bis zum 9. November 2018 auf Prime Video statt. Die erste Staffel der Serie umfasst zehn Episoden.
Im Mai 2020 wurde die Serie nach zwei Staffeln abgesetzt.

## Handlung
Die Serie handelt von einer 12-stündigen Periode in den USA, in der es als „patriotisch“ gilt an einer sogenannten „Purge“ (Säuberung) mitzuwirken. In dieser Zeit ist auch Mord keine Straftat.
In der Geschichte gibt es mehrere Handlungsstränge, die zunächst keinen Zusammenhang vermuten lassen, aber gegen Ende zusammengeführt werden. Während die Uhr abläuft, werden die Protagonisten mit ihrer Vergangenheit konfrontiert und vor scheinbar unlösbare innere Konflikte gestellt. Obwohl ein aktueller Bezug angenommen werden könnte, nimmt die Serie tatsächlich keinen Bezug auf reale Ereignisse. Sie spielt mit der Angst der amerikanischen Bevölkerung vor einer unkontrollierbaren bewaffneten Auseinandersetzung im eigenen Land. Obwohl die Oberschicht alle möglichen Schutzvorkehrungen trifft, um an der Purge-Nacht teilnehmen zu können, ohne selbst zum Opfer zu werden, versagen diese oft. Daraus zieht die Serie einen Teil ihrer Spannung. Den Konsequenzen der „Purge-Nacht“ kann die Oberschicht, repräsentiert von Mitgliedern der NFFA, genauso wenig entkommen wie viele andere. Die NFFA, die „New Founding Fathers of America“, ist die Regierungspartei, die die Purge eingeführt hat.

## Figuren
Miguel Guerrero ist ein US-Marineinfanterist. Er kehrt aufgrund einer rätselhaften Nachricht von seiner Schwester Penelope nach Hause zurück und sucht sie während der Purge, um sie zu schützen.
Penelope Guerrero ist Miguels Schwester. Sie hat sich einem Kult angeschlossen, dessen Mitglieder sich freiwillig in der Säuberungsnacht opfern, um anderen die Möglichkeit zu geben, in dieser Nacht ihre Wut loszuwerden.
Tavis ist die Anführerin dieses Kults, die ihre Anhänger in der Säuberungsnacht absichtlich in Gefahr bringt. Sie selbst wurde jedoch von der NFFA angeheuert, um unnütze Mitglieder der Gesellschaft loszuwerden.
Jenna Betancourt ist eine überzeugte Purge-Gegnerin, die sich wohltätigen Zwecken widmet. Wegen einer möglichen Finanzierung ihrer Projekte ist sie während der Purge auf der Party eines NFFA-Mitglieds. Ihre Moralvorstellungen werden dort auf die Probe gestellt.
Rick Betancourt ist Jennas Ehemann. Ihre Ehe beginnt aufgrund moralischer Differenzen zu kriseln.
Albert Stanton, ein Mitglied der „Neuen Gründerväter von Amerika“.
Lila Stanton, die Tochter von Albert, hat eine gemeinsame Vorgeschichte mit Jenna und Rick.
Jane Barbour, eine engagierte und hart arbeitende Finanzfachfrau, hat genug von ihrem sexistischen Chef, der ihr jahrelang Aufstiegsmöglichkeiten verwehrte, und engagiert eine Auftragsmörderin für die Nacht der Purge.
David Ryker, der geschäftsführende Gesellschafter von Janes Investmentfirma, und ihr Chef. Selbstbewusst und mächtig führt David sein Team mit Gerissenheit und Intelligenz. Er scheint ein großer Jane-Unterstützer zu sein, steht ihr aber stattdessen oft im Weg. Auch David hat ein Geheimnis der Säuberungsnacht.
Joe, ein gepanzerter, maskierter und scheinbar gewöhnlicher Mann, der durch die Stadt fährt und scheinbar willkürlich Menschen einsammelt, während er den aufgenommenen Vorlesungen eines Motivationstrainers zuhört.

## Besetzung und Synchronisation
Die deutsche Synchronisation erstellte die Synchronfirma Scalamedia GmbH in München nach einem Dialogbuch und unter der Dialogregie von Peter Woratz.

### Hauptdarsteller
| Rollenname        | Schauspieler                       | Hauptrolle (Episoden) | Synchronsprecher                        |
| ----------------- | ---------------------------------- | --------------------- | --------------------------------------- |
| Miguel Guerrero   | Gabriel Chavarria                  | 1.01–1.10             | Patrick Schröder                        |
| Penelope Guerrero | Jessica Garza YaYa Gosselin (jung) | 1.01–1.10             | Leslie-Vanessa Lill Carla Reiter (jung) |
| Jenna Betancourt  | Hannah Emily Anderson              | 1.01–1.10             | Maren Rainer                            |
| Lila Stanton      | Lili Simmons                       | 1.01–1.08             | Janina Dietz                            |
| Jane Barbour      | Amanda Warren                      | 1.01–1.09             | Claudia Urbschat-Mingues                |
| Rick Betancourt   | Colin Woodell                      | 1.01–1.10             | Karim El Kammouchi                      |
| Joe               | Lee Tergesen                       | 1.01–1.10             | Peter Flechtner                         |

### Nebendarsteller
| Rollenname            | Schauspieler      | Nebenrolle (Episoden) | Synchronsprecher    |
| --------------------- | ----------------- | --------------------- | ------------------- |
| David Ryker           | William Baldwin   | 1.01–1.07             | Nicolas Böll        |
| Albert Stanton        | Reed Diamond      | 1.01–1.05, 1.08       | Matthias Klie       |
| Good Leader Tavis     | Fiona Dourif      | 1.01–1.03, 1.05, 1.08 | Shandra Schadt      |
| Alison                | Jessica Miesel    | 1.01–1.04             | Stefanie Dischinger |
| Ellie Stanton         | Andrea Frankle    | 1.01–1.02, 1.05, 1.08 | Susanne von Medvey  |
| Catalina              | Paulina Gálvez    | 1.01, 1.03–1.05, 1.08 | Alisa Palmer        |
| Eileen                | Allison King      | 1.03, 1.06–1.09       |                     |
| Krankenschwester Rose | Lisa Mackel Smith | 1.01                  | Kerstin Dietrich    |

## Episodenliste

### Staffel 1
| Nr. (ges.) | Nr. (St.) | Deutscher Titel              | Originaltitel           | Erstausstrahlung USA | Deutschsprachige Erstveröffentlichung (D/A/CH) | Regie              | Drehbuch             | Zuschauer (USA) |
| ---------- | --------- | ---------------------------- | ----------------------- | -------------------- | ---------------------------------------------- | ------------------ | -------------------- | --------------- |
| 1          | 1         | Was ist Amerika?             | What Is America?        | 4. Sep. 2018         | 21. Sep. 2018                                  | Anthony Hemingway  | James DeMonaco       | 1,39 Mio.       |
| 2          | 2         | Nehmt euch, was euch zusteht | Take What’s Yours       | 11. Sep. 2018        | 21. Sep. 2018                                  | Anthony Hemingway  | Thomas Kelly         | 1,27 Mio.       |
| 3          | 3         | Der Drang zu purgen          | The Urge to Purge       | 18. Sep. 2018        | 21. Sep. 2018                                  | David Von Ancken   | Mick Betancourt      | 1,13 Mio.       |
| 4          | 4         | Entfesselt die Bestie        | Release the Beast       | 25. Sep. 2018        | 28. Sep. 2018                                  | Clark Johnson      | Krystal Houghton Ziv | 1,13 Mio.       |
| 5          | 5         | Erhebt euch!                 | Rise up                 | 2. Okt. 2018         | 5. Okt. 2018                                   | Julius Ramsay      | Jamie Chan           | 0,93 Mio.       |
| 6          | 6         | Die Vergessenen              | The Forgotten           | 9. Okt. 2018         | 12. Okt. 2018                                  | Nina Lopez-Corrado | Jeremy Robbins       | 1,01 Mio.       |
| 7          | 7         | Anheimelnd, dunkel und tief… | Lovely Dark and Deep    | 16. Okt. 2018        | 19. Okt. 2018                                  | Tara Nicole Weyr   | James DeMonaco       | 1,03 Mio.       |
| 8          | 8         | Zeit für die Gebung          | The Giving Time Is Here | 23. Okt. 2018        | 26. Okt. 2018                                  | Michael Nankin     | Thomas Kelly         | 0,93 Mio.       |
| 9          | 9         | Ich werde teilnehmen         | I Will Participate      | 30. Okt. 2018        | 2. Nov. 2018                                   | Ernest Dickerson   | Nick Snyder          | 0,92 Mio.       |
| 10         | 10        | Eine wiedergeborene Nation   | A Nation Reborn         | 6. Nov. 2018         | 9. Nov. 2018                                   | Ernest Dickerson   | James DeMonaco       | 0,99 Mio.       |

### Staffel 2
| Nr. (ges.) | Nr. (St.) | Deutscher Titel              | Originaltitel                | Erstausstrahlung USA | Deutschsprachige Erstveröffentlichung (D/A/CH) | Regie              | Drehbuch                           | Zuschauer (USA) |
| ---------- | --------- | ---------------------------- | ---------------------------- | -------------------- | ---------------------------------------------- | ------------------ | ---------------------------------- | --------------- |
| 11         | 1         | Dies ist kein Test           | This Is Not a Test           | 15. Okt. 2019        | 18. Okt. 2019                                  | Tim Andrew         | Krystal Houghton Ziv               | 0,61 Mio.       |
| 12         | 2         | Alles ist gut                | Everything Is Fine           | 22. Okt. 2019        | 25. Okt. 2019                                  | Jessica Lowrey     | James Roland                       | 0,58 Mio.       |
| 13         | 3         | Blinde Flecken               | Blindspots                   | 29. Okt. 2019        | 1. Nov. 2019                                   | Tara Nicole Weyr   | Jeremy Robbins                     | 0,58 Mio.       |
| 14         | 4         | Gedenktag                    | Grief Box                    | 5. Nov. 2019         | 8. Nov. 2019                                   | Jaime Reynoso      | Desta Tedros Reff                  | 0,55 Mio.       |
| 15         | 5         | In der Falle                 | House of Mirrors             | 12. Nov. 2019        | 15. Nov. 2019                                  | Christoph Schrewe  | Lindsey Villarreal                 | 0,57 Mio.       |
| 16         | 6         | Happy Holidays               | Happy Holidays               | 19. Nov. 2019        | 22. Nov. 2019                                  | Jen McGowan        | Nina Fiore & John Herrera          | 0,55 Mio.       |
| 17         | 7         | Should I Stay or Should I Go | Should I Stay or Should I Go | 26. Nov. 2019        | 29. Nov. 2019                                  | Darren Grant       | Nick Zigler                        | 0,49 Mio.       |
| 18         | 8         | Before the Sirens            | Before the Sirens            | 3. Dez. 2019         | 6. Dez. 2019                                   | Patrick Lussier    | James Roland & Lindsey Villarreal  | 0,58 Mio.       |
| 19         | 9         | Hail Mary                    | Hail Mary                    | 10. Dez. 2019        | 13. Dez. 2019                                  | Gigi Saul Guerrero | Nina Fiore & John Herrera          | 0,60 Mio.       |
| 20         | 10        | 7:01AM                       | 7:01am                       | 17. Dez. 2019        | 20. Dez. 2019                                  | Tim Andrew         | Krystal Houghton Ziv & Nick Zigler | 0,50 Mio.       |

## Produktion
Im April 2017 wurde bekannt, dass eine Fernsehserie über die Purge-Nacht in Entwicklung ist. Im Mai 2017 wurde berichtet, dass der US-amerikanische Fernsehsender USA Network die Serie 2018 ausstrahlen wird.
Die beiden Hauptdarsteller Gabriel Chavarria und Jessica Garza wurden am 26. Februar 2018 bekanntgegeben. Chavarria porträtiert Miguel, einen US-Marine, der in der Säuberungsnacht aufgrund einer rätselhaften Nachricht seiner Schwester Penelope zurückkehrt, die von Garza porträtiert wird und sich einem mysteriösen Kult angeschlossen hat, dessen Mitglieder sich in der Purge-Nacht opfern.
Die Dreharbeiten für die erste Staffel begannen im Mai 2018.

## Kritik
Auf der Seite Rotten Tomatoes hat die Serie eine Bewertung von 47 % basierend auf 30 Bewertungen, mit einer durchschnittlichen Bewertung von 5,6/10. Der kritische Konsens der Website lautet: „Aufgebläht und langweilig, The Purge tötet seine eigene kurzweilige Prämisse und beweist, dass nicht alle Geschichten auf dem kleinen Bildschirm besser funktionieren.“ Metacritic, das einen gewichteten Durchschnitt verwendet, hat 46 Punkte vergeben von 100 basierend auf 12 Kritikern, „gemischte oder durchschnittliche Bewertungen“ anzeigend.